# Llugaj
Llugaj è una frazione del comune di Tropojë in Albania (prefettura di Kukës).
Fino alla riforma amministrativa del 2015 era comune autonomo, dopo la riforma è stato accorpato, insieme agli ex-comuni di Bajram Curri, Bujan, Bytyç, Fierzë, Lekbibaj e Margegaj a costituire la municipalità di Tropojë.

## Località
Il comune era formato dall'insieme delle seguenti località:
- Bukove
- Jaho Salihi
- Llugaj
- Luzhe
- Rrez-Mali
- Rraga